# Meine kurze Geschichte

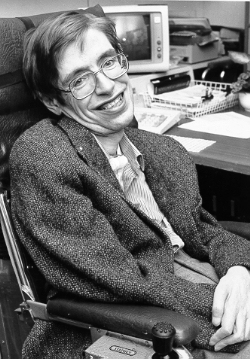
Stephen Hawking bei der NASA (1980er)

Meine kurze Geschichte (englischer Originaltitel: My Brief History) ist eine Autobiografie des britischen Physikers Stephen Hawking, die 2013 bei Bantam Books in den Vereinigten Staaten veröffentlicht wurde. Im gleichen Jahr erschien die deutsche Übersetzung von Hainer Kober beim Rowohlt Verlag in Deutschland. Das Buch schildert das private und wissenschaftliche Leben des an Amyotropher Lateralsklerose (ALS) erkrankten und populären Wissenschaftlers aus seiner eigenen Perspektive.

## Inhalt
In dem Buch beschreibt der an Amyotropher Lateralsklerose erkrankte Physiker Stephen Hawking in Form einer Autobiografie sein Leben und sein bisheriges wissenschaftliches Werk bis zum Jahr 2013. Das Buch ist in 13 inhaltliche Kapitel eingeteilt, die jeweils einen Zeitraum oder ein Thema umfassen, mit dem er sich beschäftigt hat. In der deutschen Taschenbuchausgabe hat das Buch 150 Seiten und ist durch zahlreiche private und institutionelle Fotos illustriert. In den ersten vier Kapiteln beschreibt Hawking seine „Kindheit“ und sein Leben in „St. Albans“ sowie Studium in „Oxford“ und die Zeit in „Cambridge“. Darauf folgen drei Kapitel zu den wissenschaftlichen Themen „Urknall“ und „Gravitationswellen“ sowie „Schwarze Löcher“. Das folgende Kapitel ist mit „Caltech“ überschrieben, darauf folgt ein Kapitel unter dem Titel „Heirat“, in dem es vor allem um die Trennung von seiner ersten Frau und die Ehe mit seiner zweiten Frau geht. In „Eine kurze Geschichte der Zeit“ rekapituliert er die Entstehung seines ersten sehr populären gleichnamigen Buches und dessen Erfolg. Darauf folgen unter den Überschriften „Zeitreisen“ und „Imaginäre Zeit“ Darstellungen seiner Gedanken und Arbeiten zu diesen Themen. Das Buch endet mit dem Kapitel „Keine Grenzen“, das auf wenigen Seiten darstellt, was Hawkins trotz seiner Erkrankung in seinem Leben erreichen konnte.
Das Buch ist geprägt von sehr persönlichen Gedanken, die mit Kindheitserinnerungen aus der Zeit des Bombenkrieges in London beginnen und später über die Beziehung zu seinen Eltern und die Zeit in der Universität bis in die letzten Forschungsjahre und seiner großen Popularität reichen. Er stellt sein frühes Studium in Oxford, das er mit 17 Jahren begann und wo er im Boat Club als Steuermann aktiv war, ebenso dar wie seine Reise in den Iran, die er als Student unternahm und wo er in ein schweres Erdbeben geriet. Für seine berufliche Weiterentwicklung besonders wichtig war sein Wechsel nach Cambridge, wo er sein Promotionsstudium der Kosmologie bei Dennis W. Sciama aufnahm. Zu Beginn seiner Promotionsarbeit erfuhr er allerdings auch, dass er an einer unheilbaren Krankheit litt, die später als Amyotrophe Lateralsklerose (ALS) bestätigt wurde, und dass er wahrscheinlich nur noch wenige Jahre leben würde. Etwa zur gleichen Zeit lernte er Jane Wilde kennen und lieben, die er 1965 heiratete und mit der er drei Kinder hatte. Die beiden trennten sich 1990, als die ALS bei Hawking schon sehr weit fortgeschritten war, und Hawking zog mit Elaine Mason, seiner Krankenschwester und nach 1995 zweiten Ehefrau zusammen.

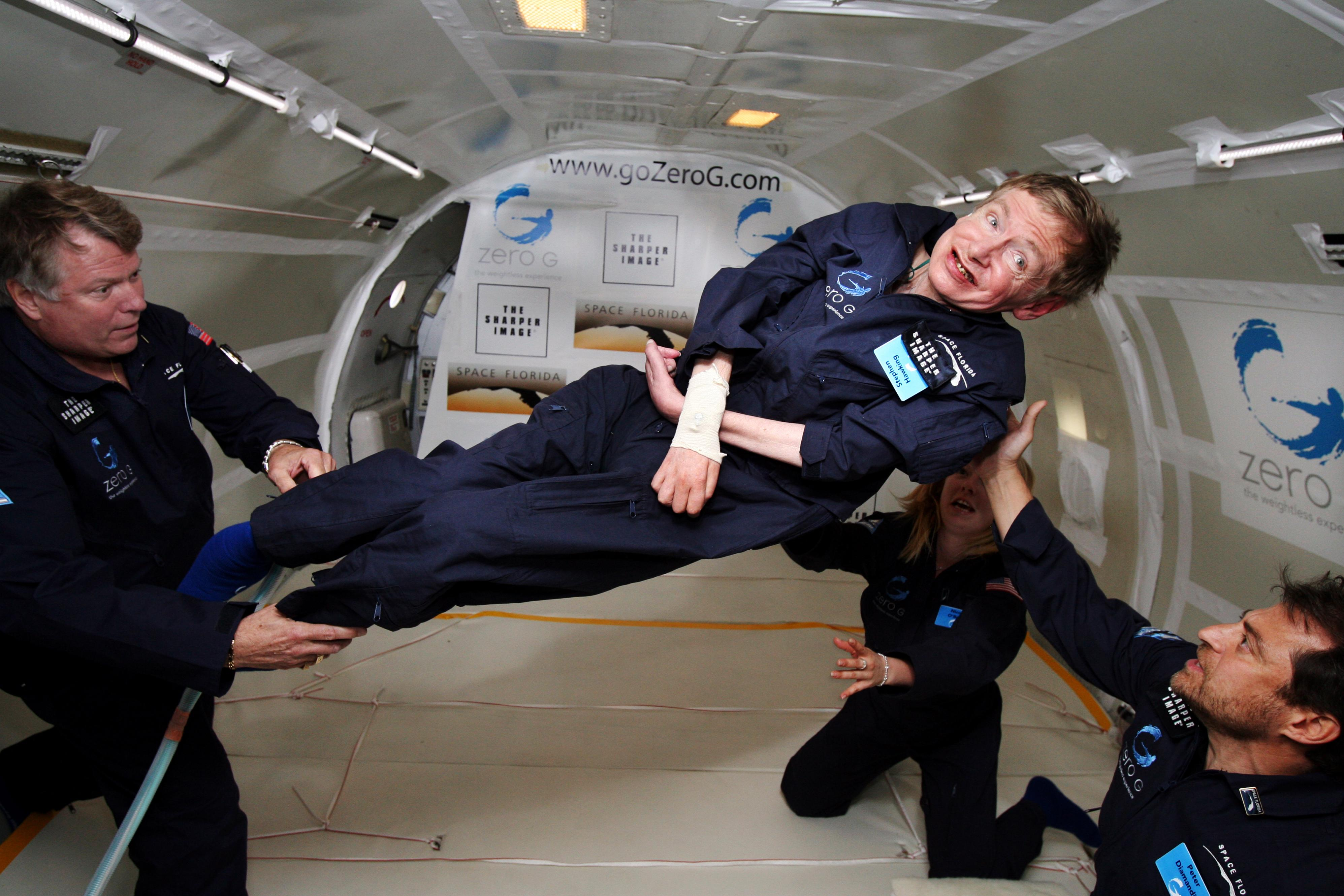
Hawking bei einem Parabelflug, 2007; ein ähnliches Bild illustriert das abschließende Kapitel „Keine Grenzen“.

Bei den Darstellungen seiner Arbeit legt er wie in seinen populärwissenschaftlichen Büchern großen Wert auf Verständlichkeiten und er verbindet die wissenschaftliche Darstellung mit Anekdoten und Notizen aus seinem Leben, etwa wenn er von Wetten mit Kip Thorne und John Preskill über Schwarze Löcher und Singularitäten berichtet. Auch die Problematik, bei der Forschung an Fragen zur Zeit und der potenziellen Möglichkeit von Zeitreisen Probleme mit Regierungen zu bekommen oder als Spinner betrachtet zu werden, stellt er dar.
Einen wichtigen Abschnitt und damit auch die Essenz der Darstellung stellt das letzte Kapitel des Buches dar, in dem Hawking sein Leben zusammenfasst und reflektiert:

„Als ich einundzwanzig war und ALS bekam, fand ich das außerordentlich unfair. Warum gerade ich? Damals dachte ich, mein Leben sei zu Ende. Ich würde das Potenzial, das ich meiner Meinung nach hatte, niemals ausschöpfen können. Doch heute, fünfzig Jahre danach, kann ich gelassen auf mein Leben zurückblicken und zufrieden sein.“

## Kapitel-Übersicht
Das Buch gliedert sich in folgende Kapitel:
1. Kindheit
2. St. Albans
3. Oxford
4. Cambridge
5. Gravitationswellen
6. Urknall
7. Schwarze Löcher
8. Caltech
9. Heirat
10. Eine kurze Geschichte der Zeit
11. Zeitreisen
12. Imaginäre Zeit
13. Keine Grenzen

## Rezeption
Meine kurze Geschichte wurde 2013 mit dem Titel My Brief History veröffentlicht, wobei der Titel direkt Bezug nimmt auf den Titel seines erfolgreichen Buches A Brief History of Time. Das Buch wurde noch im selben Jahr in mehrere Sprachen übersetzt, in Deutschland erschien es als die deutsche Übersetzung von Hainer Kober beim Rowohlt Verlag und wurde im Januar 2015 dort auch als Taschenbuch veröffentlicht. Die Hardcover-Ausgabe kam direkt nach seinem Erscheinen in die Bestsellerliste des Spiegels in der Kategorie Hardcover/Sachbuch und stieg am 23. September 2013 auf Rang 11 ein, wo er mehrere Wochen verblieb. Es verblieb in der Top 40 bis zum Januar 2014. Das Taschenbuch stieg im Januar 2015 auf Rang 42 der Rubrik Taschenbuch/Sachbuch ein und konnte sich bis Februar bei der Platzierung 38 halten.
 Meine kurze Geschichte wurde in mehreren Rezensionen besprochen und vorgestellt. Stefan Gillessen von Spektrum der Wissenschaft beschreibt das Buch als „Knappen Abriss eines ereignisreichen Lebens“ und seine Bewertung fällt nüchtern aus. Er bescheinigt Hawking „einen überwiegend nüchternen Stil“, der manchmal „in einen etwas bemühten Humor“ verfällt, weil er glaube die Leser würden es von ihm erwarten, und er kritisiert den Vergleich „die Freude, die ein Wissenschaftler bei der Arbeit empfinde, sei mit der einer Prostituierten vergleichbar“ als völlig unangebrachte Zote. Zugleich bescheinigt er, „Arroganz kann man Hawking (…) nicht vorwerfen“. Er kritisiert zudem, dass sich persönliche Passagen leider „manchmal mit physikalischen Inhalten [vermischen], was zu Lasten der Stringenz und Lesbarkeit des Buches gehen. Vor allem die beiden Kapitel über Zeitreisen und imaginäre Zeit wirken aus dem Rahmen gefallen, zumal sie recht unverständlich sind.“

## Ausgaben
Hier werden nur die Ausgaben im deutschsprachigen Raum und die Originalausgabe dargestellt:
- My Brief History. Bantam Books, New York City 2013
- Meine kurze Geschichte. (deutsche Übersetzung von Hainer Kober) Rowohlt Verlag, Reinbek 2013. ISBN 978-3-498-03025-4
- Meine kurze Geschichte. (deutsche Übersetzung von Hainer Kober, Taschenbuch) Rowohlt Verlag, Reinbek 2015. ISBN 978-3-499-63058-3